# The Song of Names
The Song of Names (en español, La canción de los nombres olvidados) es una película dramática de 2019 dirigida por François Girard. Es una adaptación de la novela homónima de Norman Lebrecht, protagonizada por Tim Roth y Clive Owen.

## Sinopsis
En Europa, durante la Segunda Guerra Mundial, a Martin, un niño de nueve años, le gusta su nuevo hermano adoptivo, Dovidl. Dovidl es un violinista prodigioso de su edad y acaba de llegar a Londres como refugiado. Después de unos años, antes de dar un concierto a los 21 años, Dovidl desaparece sin dejar rastro, lo que supone vergüenza y ruina para su familia adoptiva. Años más tarde, cuando Martin tiene 56 años, un joven violinista muestra un estilo que solo Dovidl podría haberle enseñado.

## Reparto
- Tim Roth - Martin Simmonds
  - Gerran Howell - Martin Simmonds con 17–23 años
    - Misha Handley - Martin Simmonds con 9–13 años
- Clive Owen - Dovidl Rapoport
  - Jonah Hauer-King - Dovidl Rapoport con 17–21 años
    - Luke Doyle - Dovidl Rapoport - 9–13 años
- Stanley Townsend - Gilbert Simmons
- Catherine McCormack - Helen Simmonds
- Saul Rubinek - Mr. Feinman
- Eddie Izzard - Locutor de radio de la BBC

## Premios y nominaciones
La película fue nominada a nueve premios Canadian Screen Awards, y ganó cinco.